# Хорошева, Ольга Николаевна
О́льга Никола́евна Хо́рошева (род. 1 сентября 1954, Ленинград) — художник-живописец, педагог. В 1981 году окончила Академию Художеств — институт имени И. Е. Репина, мастерскую Е. Е. Моисеенко. С 1990 года — член Союза Художников России.

## Биография
Ольга Николаевна в 1981 году окончила Академию Художеств — институт имени И. Е. Репина, мастерскую Е. Е. Моисеенко. С 1981 года стала постоянной участницей творческих выставок (всесоюзных, республиканских, фестивальных, зарубежных) и арт-проектов.
С 1990 года — член Союза Художников России.
Работы художницы были размещены в музеях (Музей обороны г. Ленинграда и др.), галереях и частных коллекциях России и других стран.
С 1980 года Ольга Николаевна участвовала в городских, зональных, выставках в разных регионах сначала СССР, а потом России.
Занимается постоянной преподавательской деятельностью.

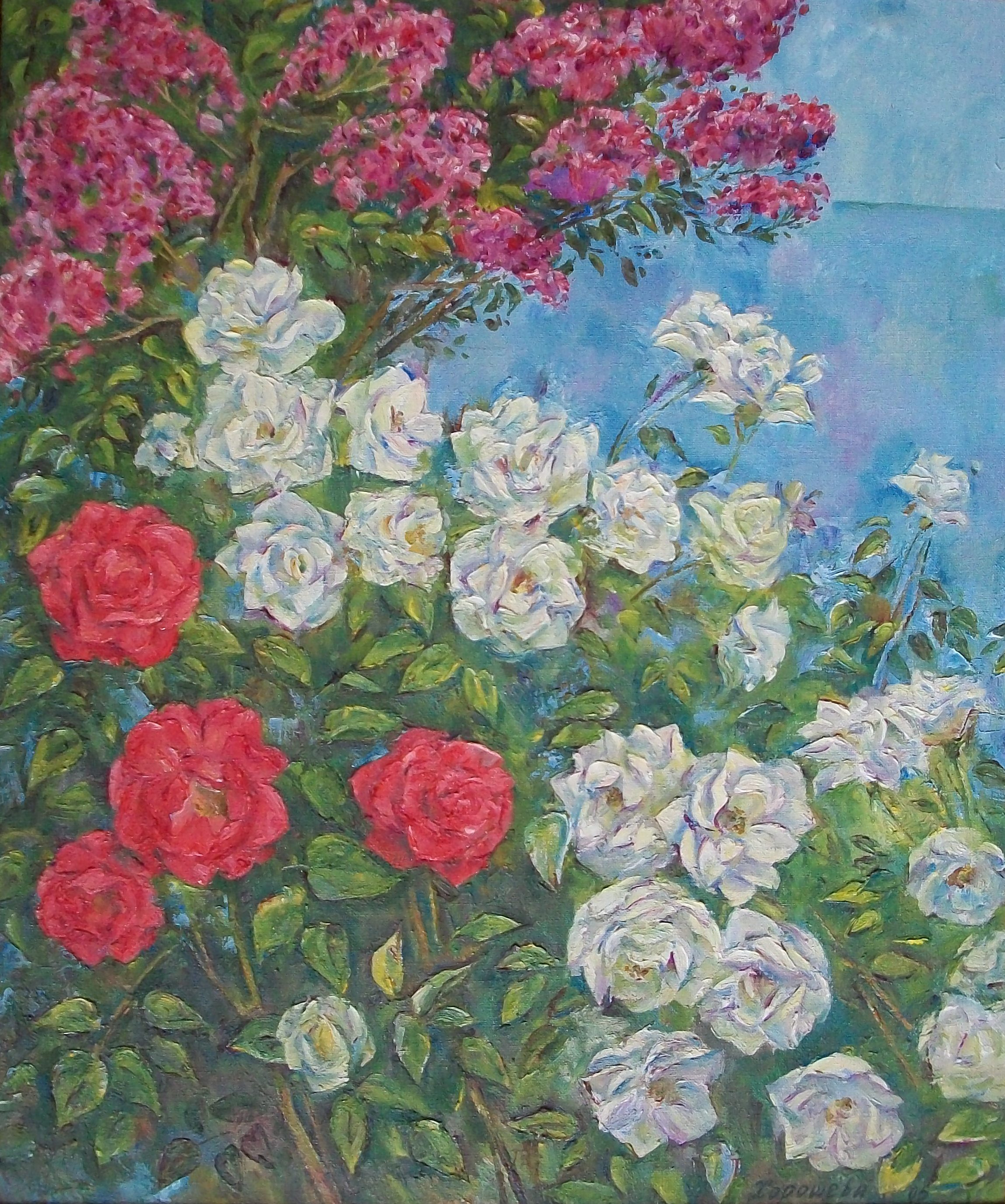
«Розы и индийская сирень» 2005 г. х.м. 60х50

## Выставки
- 2006 — член групповой выставки в Национальной галерее имени Н. Петрова. Болгария.
- 2006 — член группы экспозиции «Учитель и его ученики» в память о Е. Моисеенко в выставочном зале Санкт-Петербургского Союза художников.
- 2006 год 27 января-6 февраля выставка проекта «Artindex» в Этнографическом музее.
- 2005 год 20-25 января участие в рождественской арт-ярмарке в Ленэкспо.
- 2005 год Осенняя выставка в Союзе Художников.
- 2005 год 1-5 июня участие в международной арт-ярмарке в Ленэкспо.
- 2004 год Осенняя выставка в Союзе Художников.
- 2004 год ноябрь выставка проекта «Artindex» в Этографическом музее.
- 2002 год 7-17 ноября персональная выставка в музее-квартире И. И. Бродского.
- 2002 год выставка «70 лет Союзу Художников С-Пб».
- ежегодное участие в выставках в Союзе Художников С-Пб.
- 1994 год выставка в ВДНХ в Москве.
- 1994 год выставка молодых художников в Афганистане.
- 1994 год осенняя выставка в Союзе Художников С-Пб.
- 1993 год осенняя выставка в союзе Художников С-Пб.
- 1992 год персональная выставка в ЛОСХ.
- 1991 год осенняя выставка в ЛОСХ.
- 1991 год Зональная выставка в ЦВЗ в Москве.
- 1990 год осенняя выставка в ЛОСХ.
- 1990 год выставка в ЛОСХ «Белые ночи».
- 1990 год молодёжная выставка в ВЗ РСФСР.
- 1988 год выставка молодых художников «Наш Ленинград» в ВЗ РСФСР.
- 1986 год выставка «Наш Современник» в ЦВЗ.
- 1986 год выставка произведений молодых художников, посвященная XX съезду ВЛКСМ ВЗ РСФСР.
- 1986 год весенняя «Весна-86» в ВЗ РСФСР.
- 1985 год Зональная выставка «Мир и молодёжь» в ЦВЗ.
- 1985 год выставка «40 лет Победы» в ЦВЗ.
- 1985 год Всесоюзная выставка «Художник и мир».
- 1984 год выставка «Наш Ленинград» в ЦВЗ.
- 1984 год выставка молодых художников «Молодость страны» в ВЗ РСФСР.
- 1983 год осенняя выставка в ЦВЗ.
- 1981 год выставка «Наш современник» в ЦВЗ.
- 1980 год осенняя выставка в ЦВЗ.

## Пресса о Хорошевой
- «Who is who в России» 1 издание, Швеция, энциклопедия персоналий, 2007 год. (1751 ст.)
- "Выставка — Весна 2007″ Союз Художников С-Пб, изд. «Белый шар», С-Пб, 2007 год. (105 ст.)
- "Выставка — Осень 2006″ Союз Художников С-Пб, С-Пб, 2006 год. (47 ст.)
- «Гекатомба для Рембрандта» С-Пб 2006 год. (102 ст.)
- «Выставка (живопись-скульптура)» Весна — 2006 год. (48 ст.)
- «Осенняя Выставка 2005 г.» Союз Худ. С-Пб (39 ст.)
- «Каталог-справочник „Artindex“ художник/организации» 1 том, 3 выпуск, 2005 год. (386—387 ст.)
- "Каталог-справочник «Artindex» 2 выпуск, 2004—2005 год. (404 ст.)
- «Выставка (живопись-скульптура)» Весна-2006 год.(48 ст.)
- «Осенняя выставка» Союз Худ С-Пб 2004 год. (37 с.)
- «Художники Санкт-Петербурга городу» 2003 год. (78 ст.)
- «Каталог-справочник „Artindex“ художники Петербурга» 2003 год. (197 ст.)
- «Буклет Хорошевой О. Н.» В. А. Ушакова, ред. А. Ф. Дмитренко, С-Пб, 1992 год.